# 東坊城益長
東坊城 益長（ひがしぼうじょう ますなが）は、室町時代前期から後期にかけての公卿。参議・東坊城長遠の長子。官位は従二位・権大納言。

## 経歴
応永27年（1420年）閏1月12日に従五位上に叙せられる。2年後に父が死去するが、その後も昇進を重ねた。20代の頃に6代将軍・足利義教に不興を買って2度処分されているが、永享13年（1441年）の改元では彼が勧進した「嘉吉」が採用されたことが注目されるようになる。嘉吉3年（1443年）に侍読に任ぜられ、翌年には侍読の功によって従三位・左大弁に任ぜられる。
文安3年（1446年）12月12日に参議に任ぜられているが、その翌日に次期将軍である前将軍足利義勝の弟の諱として「義成」を勧進する。文安5年（1447年）には後花園天皇の生母庭田幸子が女院となった際に院号を勧進する。文安6年（1448年）2月に権中納言に任ぜられ、7月には正三位に叙せられる。
享徳元年（1452年）閏8月18日に従二位に叙され、康正2年（1456年）に菅原氏では道真以来約460年ぶりに権大納言に任ぜられる。権大納言は2年後に辞任するが、その後も後花園・後土御門天皇の侍読の地位にあり、破格の出世もその功績によるところが大きい。なお、後土御門天皇の御名「成仁」は長禄元年（1457年）に益長の勧進によって定められている。ところが、文明3年（1471年）に嫡子・長清が急逝し、遺された孫の和長を養育することになる。
その3年後の文明6年（1474年）、薨去。享年68。三条西実隆は彼の死を聞いて、「譜代の鴻儒・当時の碩才」と評し、その死を惜しんでいる。

## 系譜
- 父：東坊城長遠
- 母：不詳
- 妻：不詳
  - 男子：東坊城長清（1440-1471） - 従三位参議
  - 女子：東坊城松子（1442-1529）